# Atractus paravertebralis
Atractus paravertebralis este o specie de șerpi din genul Atractus, familia Colubridae, descrisă de Henle și Ehrl 1991.
Este endemică în Peru. Conform Catalogue of Life specia Atractus paravertebralis nu are subspecii cunoscute.